# Columnea brevipila
Columnea brevipila là một loài thực vật có hoa trong họ Tai voi. Loài này được Urb. mô tả khoa học đầu tiên năm 1909.